# Maruja Gil Quesada
Maruja Gil Quesada (Buenos Aires, Argentina, 1907- Buenos Aires, 11 de agosto de 1977) fue una directora de teatro, dramaturga y actriz argentina que también se desempeñó en la radio y el cine.

## Carrera profesional
Su padre Esteban Gil Gutiérrez fue autor de zarzuelas y tenía un hermano que fue autor teatral. Cursó sus estudios secundarios en la Biblioteca del Consejo de Mujeres destacándose en literatura castellana. Allí se recibió con el premio de honor en declamación en castellano, cátedra a cargo del famoso Roberto Dupuy de Lôme.
Comenzó su carrera teatral en España donde había sido llevada por Lola Membrives, allí tuvo la oportunidad de actuar en la compañía de Margarita Xirgu por tres temporadas. Después junto al actor Enrique de Rosas recorrió América Y Europa.
Llamada por Antonio Cunill Cabanellas integró en 1936 el primer elenco en T.N.C, y al año siguiente la Muninicipalidad la premio como mejor actriz dramática.
Debutó en cine en 1934 dirigida por José Agustín Ferreyra en  Mañana es domingo y luego continuó participando en varias películas . Su último filme fue Del brazo y por la calle (1966). Trabajó en teatro primero como actriz y luego en la dirección, recordándose sus actuaciones en las obras Amada mía y  Siendo amor es primavera. También enseñó teatro –Juan Carlos Puppo fue uno de sus alumnos- y trabajó en radioteatros con su propia compañía y también integrando la encabezada por Iris Marga y Santiago Gómez Cou.
En televisión participó en 1962 en Un hombre encantador: Las aventuras de Landrú. Escribió las obras Extraño equipaje, Algas para tu cuello, Ante el umbral, Primavera traviesa y Un episodio más.
En teatro formó Compañía con la actriz Delia Garcés.
Falleció por causas naturales el 11 de agosto de 1977 a los 69 años de edad. Sus restos descansan en el Panteón de SADAIC del Cementerio de la Chacarita.

## Filmografía
Actriz
- Del brazo y por la calle   (1966)
- Gringalet   (1959)
- Soy del tiempo de Gardel   (1954)
- Una ventana a la vida   (1953)
- Stella Maris   (1953)
- Donde comienzan los pantanos   (1952)
- El túnel   (1952)
- ¿Vendrás a medianoche?    (1950)
- Vacaciones   (1947) .... Laura
- Los hijos del otro   (1947)
- El muerto falta a la cita   (1944) .... Matilde
- Fuego en la montaña   (1943)
- La luna en el pozo   (1942)
- Los chicos crecen   (1942)
- Soñar no cuesta nada   (1941)
- Callejón sin salida   (1938)
- Sombras porteñas   (1936)
- Mañana es domingo   (1934) .... Amelia

## Televisión
- Un hombre encantador: Las aventuras de Landrú (1962) miniserie
- Teleteatro de Celia Alcántara (1965)
- Teleteatro Lux (1965)
- Solamente la felicidad (1966)
- Rafael Heredia, gitano (1969)[2]

## Obras de su autoría
- Ya es hora de que te cases, papá (1947).
- Siendo amor es primavera (1949).
- Un episodio más (1952).
- El marido de su viuda (1953).
- Un par de botas (1953).
- En la espera (1954)
- Fantasmas del Valle Azul (1955).
- Extraño equipaje (1956).
- Ante el umbral (1957).
- Lo que fue (1957)
- Su primer concierto (1957)
- Las raíces de la cruz (1960)
- Un año más (1964)
- Los años locos (1964).
- Siempre será así (1964).
- No hay que perder la cabeza (1965).
- Brigitte (1966).
- Una señor importante (1967).
- El si da las niñas (1967).
- Pájaro asustados (1968).
- El bufón del paraíso.
- La otra farsa.
- Refugium Peccatorum.
- Soldados de un ideal.
- Primavera traviesa.